# شارع شمبلن الصغير

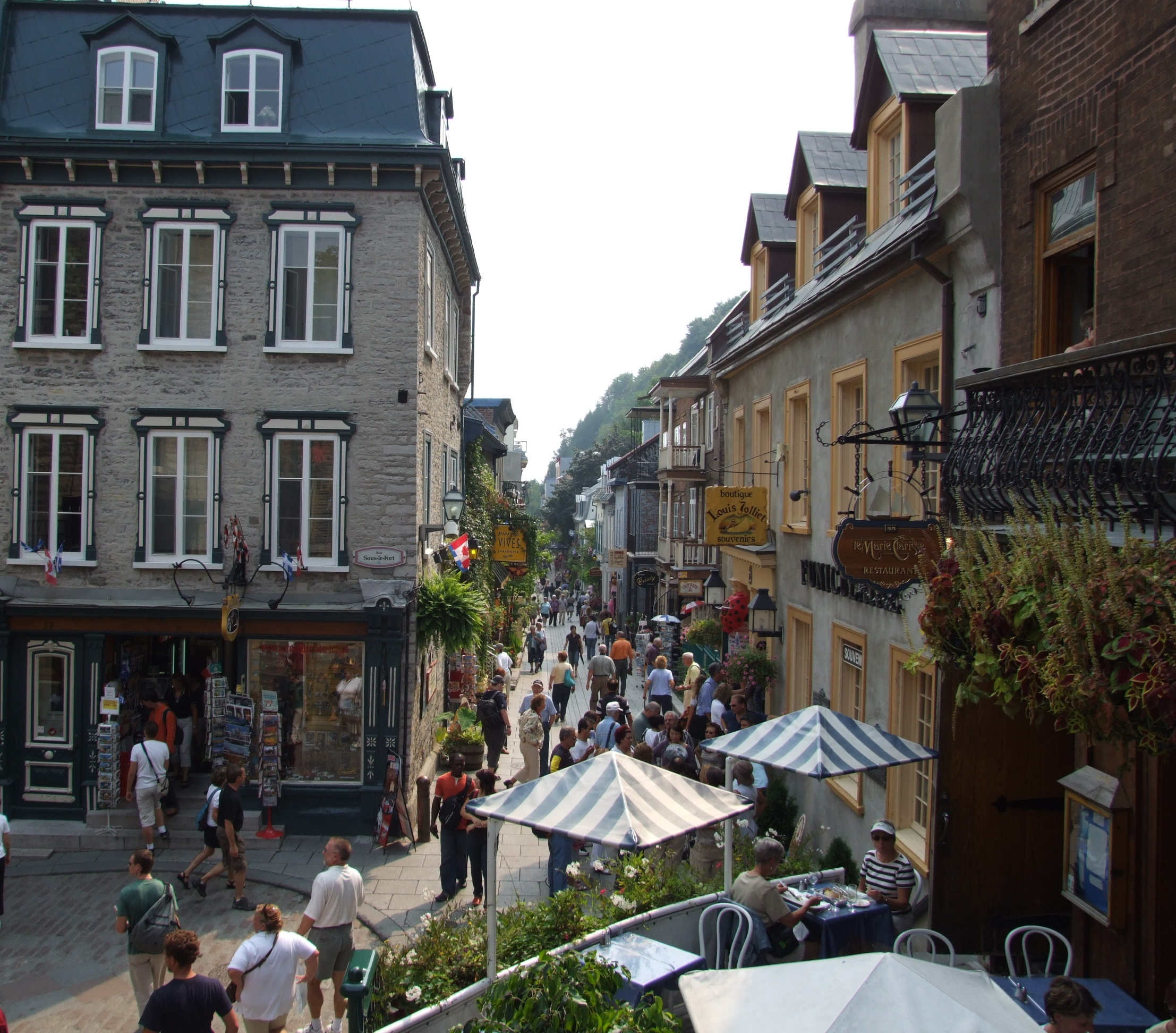
شارع شمبلن الصغير في الصيف

شارع شمبلن الصغير هو شارع للمشاة يقع في اسفل رأس ديامان في كيبك القديمة الدنيا في كندا.

## التاريخ
في القرن ال 17 لم يكن شارع شمبلن الصغير سوى ممر يؤدي إلى نافورة شمبلن. في 1688 أصبح الممر الصغير شارع دي مول تيمنا بجاك مول أمين مخازن فرنسا الجديدة من 1682 إلى 1686. في 1792 أصبح الاسم شارع شمبلن وفي خارطة تعود إلى 1874 نجد الاسم الشارع الصغير شمبلن للتمييز بينه وبين الشارع الكبير شمبلن.

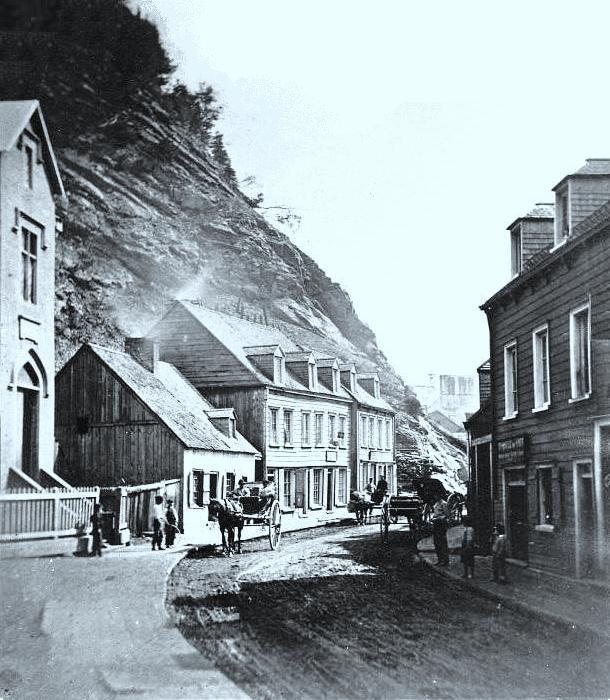
شارع شمبلن, 1865

في القرن التاسع عشر، خلال المجاعة الكبرى في أيرلندا، الكثير من الأيرلنديين هاجروا إلى كندا، ووجدوا عملا في أحواض بناء السفن في مدينة كيبك. استقروا في شوارع Cul-de-Sac وrue Champlain وPetite rue Champlain. دعوا ذلك الشارع الصغير « Little Champlain Street »، وبمرور الوقت ترجم الفرنسيون حرفيا الاسم إلى « rue du Petit-Champlain ».نحو 1960 اتخذ اسم الشارع اسما رسميا وهو الذي نعرفه اليوم.

### وصلات داخلية
- مدينة كيبك

### وصلات خارجية
- موقع مدينة كيبك

### الكتب المرجعية
- Du Cap au Rivage : promenade dans les rues de Québec
- Guide odonymique de la ville de Québec, 1608-1988 للكاتب Michel Boutet باللغة الفرنسية سنة 1989 في مدينة كيبك
- Vieux-Québec, Cap-Blanc : place forte et port de mer Danielle Blanchet للكاتبة Sylvie Thivierge سنة 1989 مدينة كيبك
- للكاتبين Dominic Henry و Sébastien Lefrançoi

La rue du Petit Champlain et la rue Froide : étude comparative de deux espaces piétonniers, جامعة لافال، 1999